# オクフェルダン
オクフェルダン （Hochfelden）は、フランス、グラン・テスト地域圏、バ＝ラン県のコミューン。

## 地理
ブリュマトとは10.5km、サヴェルヌとは15.5km、アグノーとは17.5km離れている。
A4がコミューンの北を端から端まで交差する。マルヌ・デュ・ラン運河沿いにあるため、オクフェルダンにはマリーナがある。

## 由来
まちの名が最古に現れたのは816年に遡る。次に名が記されたのは1065年、皇帝カール4世がエベルハルト伯にvilla Hochfeldを与えた時である。826年にはHoffelden、1246年にはHochveldenと記された。
Hochfeldenの名は、ドイツ語の2つの単語からなる。hochとは「高い」であり、feldは「野原」を意味する。そして末の-enは、ドイツ語の複数形では-erとなる。フランス語ではle(s) haut(s) champ(s)となる。まちはゾルン川谷を見下ろす丘の上に築かれていた。

## 歴史
1941年、ナチスが支配するオクフェルダンでは若者たち200人が7月14日のフランス革命記念日を祝って行進が行われた。その報復としてまちは包囲され、町長と警察が更迭され、23人の女性を含む106人のオクフェルダン住民がシールメック収容所へ送られた。

## 人口統計
| 1962年 | 1968年 | 1975年 | 1982年 | 1990年 | 1999年 |
| ------ | ------ | ------ | ------ | ------ | ------ |
| 2755   | 2895   | 2942   | 2877   | 2781   | 2944   |

参照元:INSEE

## 姉妹都市
- オホフェルデン、スイス